# Bor Verkroost
Bor Verkroost (Den Haag, 16 maart 1978 – Amsterdam, 25 juni 2016) was een Nederlandse activist en ondernemer, bekend vanwege zijn openheid over leven met epidermolysis bullosa, ook wel vlinderziekte genoemd. Hij verwierf bekendheid door zijn mediaoptredens waarin hij sprak over zijn ziekte, zijn wens tot euthanasie, en het doorbreken van taboes rondom seksualiteit en handicaps.

## Biografie

### Jeugd
Verkroost werd op 16 maart 1978 geboren met epidermolysis bullosa (EB), een zeldzame en ongeneeslijke huidziekte die gekenmerkt wordt door een extreem kwetsbare huid. Artsen voorspelden een levensverwachting van maximaal drie weken en adviseerden zijn moeder, Catharina Fredriks, om hem in een verpleeghuis te laten opgroeien. Zij weigerde dit advies en verzorgde hem samen met zijn stiefvader thuis in Eemnes. Zijn biologische vader speelde geen rol in zijn opvoeding. Op vijftienjarige leeftijd werd bij hem huidkanker vastgesteld, wat leidde tot voortdurende pijn en een grote impact op zijn leven.

### Opleiding en carrière
Aanvankelijk zat Verkroost op een gehandicaptenschool, maar stapte over naar het regulier onderwijs. Hij voltooide de havo en studeerde vervolgens enige tijd geschiedenis aan de Universiteit van Amsterdam, maar moest stoppen vanwege zijn ziekte.
In 1999 begon Verkroost vanuit huis met een game-hulplijn, die in 2004, met de steun van de Bart de Graaff Foundation, uitgroeide tot het adviesbureau 1-UP Consultancy. Dit bureau richtte zich op het geven van advies en ondersteuning bij het spelen van computerspellen. Vanaf 2009 hield 1-UP Consultancy zich ook bezig met de lokalisatie van computerspellen voor de Benelux. Daarnaast schreef hij enkele columns voor het gametijdschrift Power Unlimited, zijn eerste column verscheen in maart 2005 in het tijdschrift. Vanwege de progressie van zijn ziekte kon Verkroost 1-UP Consultancy uiteindelijk niet voortzetten.

### Gezondheid, activisme en mediaoptredens
Vanwege toenemende pijn en complicaties door EB onderging Verkroost in 2009 een operatie waarbij drie vingers van zijn linkerhand werden geamputeerd. In 2012 richtten vrienden van Verkroost de EBor Foundation op om zijn kwaliteit van leven te verbeteren en om aandacht te vragen voor de ziekte.
In 2013 plaatste Verkroost zijn euthanasieverklaring op Facebook. Hiermee wilde hij het taboe rond euthanasie doorbreken en voorkomen dat een arts zijn wens in twijfel zou trekken. De media-aandacht voor zijn verhaal leidde tot interviews bij bekende radio- en tv-programma's zoals Hart van Nederland, De Social Club en RTL Late Night.
Na de publicatie van zijn euthanasieverklaring werd Verkroost verliefd, waardoor hij zijn euthanasiewens tijdelijk uitstelde. Hoewel de vrouw al in een andere relatie zat, bleef Verkroost positief. Hij startte samen met vrienden de campagne "Bor zoekt vrouw" om een partner te vinden die hem in zijn laatste levensfase energie kon geven. Verkroost verscheen wederom in de media om aandacht te vragen voor zijn zoektocht naar liefde en om zijn ervaringen met escortdiensten te delen. Hiermee wilde hij het taboe rondom seksualiteit en handicaps doorbreken.
Verkroost onderging in totaal meer dan zestig operaties om tumoren te verwijderen en vingers recht te zetten. Om de pijn te verzachten, gebruikte hij medicinale cannabis, morfinedruppels, morfinezalf, paracetamol en consumeerde hij regelmatig wijn.

### Creatieve projecten
In de herfst van 2014 werkte Verkroost aan een theaterstuk over zijn leven. Dit stuk, door hem omschreven als een "romantische sage", behandelde zijn strijd met zijn lichaam en zijn zoektocht naar liefde. Hij werkte samen met regisseur Tim de Zwart. Gezien Verkroost's broze gezondheid moest de voorstelling in korte scènes worden opgevoerd.
In hetzelfde jaar startte Verkroost met de opnames voor een documentaire over zijn leven, in samenwerking met fotograaf Floris Leeuwenberg. Voor de financiering van de film had hij met succes een crowdfundingcampagne opgezet. De première vond in oktober 2015 plaats in Tuschinski.
In 2015 stelde Verkroost in samenwerking met de Nederlandse Stichting voor het Gehandicapte Kind een boek samen over gamen voor gehandicapten.

### Overlijden en nalatenschap
Verkroost overleed op 25 juni 2016 op 38-jarige leeftijd in zijn woning in Amsterdam-West. Hij koos ervoor om euthanasie te plegen, omringd door zijn familie en vrienden. De begrafenis vond plaats in Ruigoord, een kunstenaarskolonie aan de rand van Amsterdam. Tijdens de afscheidsdienst hield zijn moeder een toespraak in de kerk, waar zijn lichaam opgebaard lag. Vrienden en familie woonden de dienst bij, waarna er een groot feest werd georganiseerd om zijn leven te vieren. Zijn as werd later verstrooid op het Forum Romanum in Rome, vanwege zijn fascinatie met het Romeinse Rijk. Zijn moeder overleed twee weken later aan een hartstilstand, de huisarts noemde het een 'gebroken hart'.
Verkroost gaf door zijn vele mediaoptredens en openhartige gesprekken meer bekendheid aan epidermolysis bullosa. Hij wilde het publiek bewuster maken van de ziekte en de impact ervan op het dagelijks leven van patiënten. Zijn stichting, de EBor Foundation, zette zijn werk voort. De documentaire BOR werd postuum uitgezonden op NPO 3 in 2019.